# Anopheles sulawesi
Anopheles sulawesi este o specie de țânțari din genul Anopheles, descrisă de Koesoemawinangoen în anul 1954. Conform Catalogue of Life specia Anopheles sulawesi nu are subspecii cunoscute.